# 钾-40
钾-40（40K）是钾元素的一种放射性同位素，原子核不稳定，可以自发衰变成氩-40（10.72%）或鈣-40（89.28%），半衰期1.248×109年。该反应是地质学上鉀－氬年代測定法的依据，具有广泛的用途。地球上的氩气也有很多来自它的衰变。

## 生活應用
在食用低鈉鹽中同時包含鉀-39、鉀-40與鉀-41，其中不含輻射的鉀-39與鉀-41占比將近100%，而帶有輻射線的鉀-40其實僅占0.015%的低劑量，其微乎其微的放射性幾可忽略不計，因此不需要因為食用鹽中包含鉀-40的新聞而過度恐慌。同理包含鉀離子的香蕉、番薯與地瓜葉等食物也都只有不影響健康劑量的鉀-40，台灣原能會提供數據顯示連吃一年低鈉鹽所吸收的鉀-40輻射線，約相當於搭飛機往返台北與紐約一次所承受的宇宙輻射線。